# Goera malayana
Goera malayana is een schietmot uit de familie Goeridae. De soort komt voor in het Oriëntaals gebied.